# Wesmaelius fumosus
Wesmaelius fumosus är en insektsart som först beskrevs av Bo Tjeder 1955.  Wesmaelius fumosus ingår i släktet Wesmaelius och familjen florsländor. Inga underarter finns listade i Catalogue of Life.